# Religió a Mèrcia

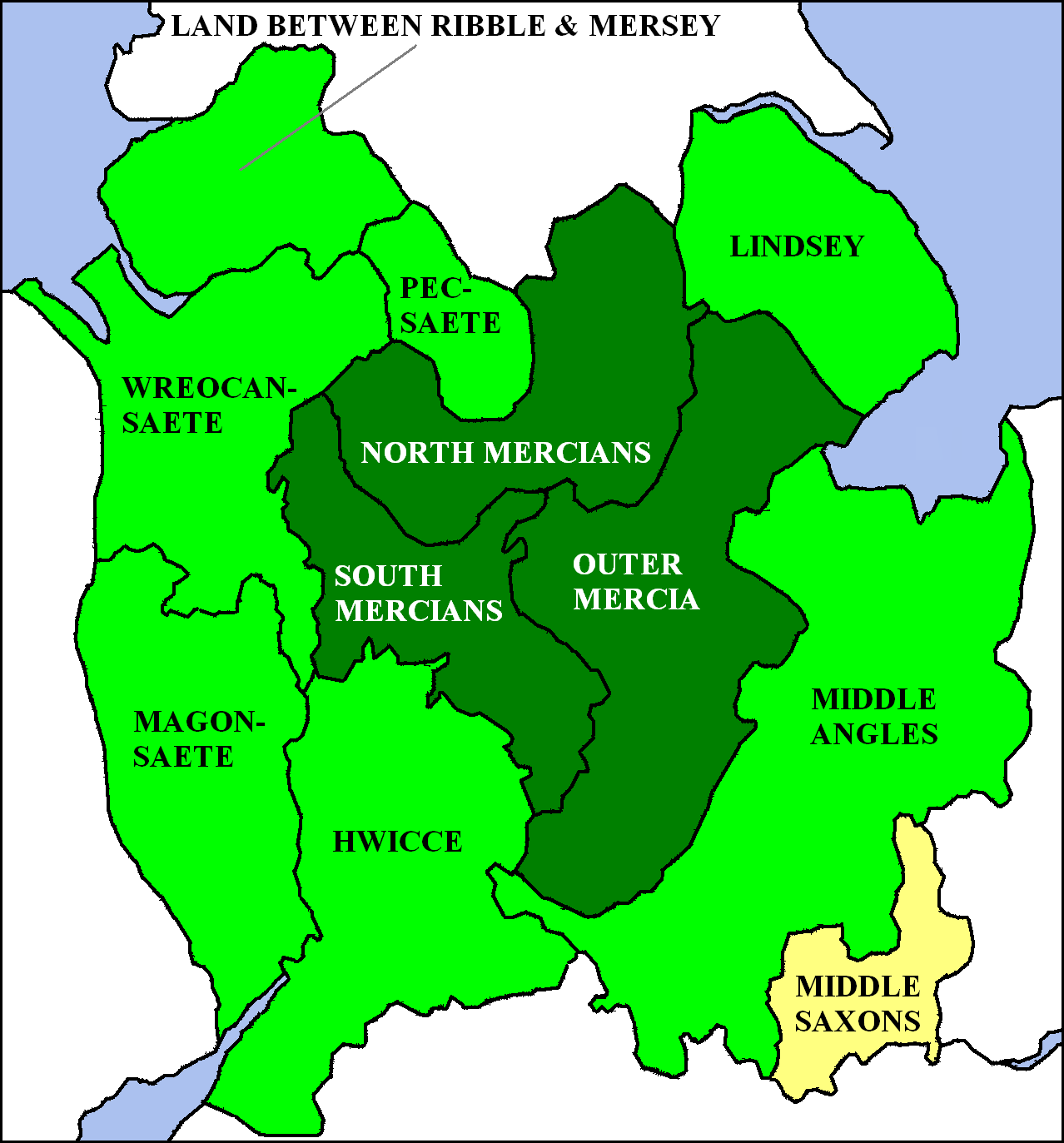
Expansió del Regne de Mèrcia: color verd fosc del segle VI; verd clar del segle VII; groc del segle VIII.

La Religió a Mèrcia, al llarg de la història del Regne de Mèrcia va ser un camp de batalla entre ideologies religioses en conflicte.

## Història primerenca
És probable que l'ocupació anglicana de Mèrcia veiés el desplaçament o la integració de les tribus britàniques postromanes. Existeix la possibilitat que algunes d'aquestes comunitats cristianes britàniques sobrevisquessin a l'ocupació anglosaxona.
Els primers reis de Mèrcia eren pagans, i van resistir la invasió del cristianisme més temps que els altres regnes de l'heptarquia. Noms de llocs com Wednesfield i Wednesbury potser suggereixen que el culte a Woden (Odin) era particularment prominent, ja que hi havia un grup de pràctiques paganes tardanes a prop de Birminghamː no hi ha topònims que hagin sobreviscut relacionats amb Thunor (Thor), per exemple, tot i que Tyr pot estar connectat amb Tyseley, Tysemere i Tysoe. De la mateixa forma, la paraula anglesa antiga weoh (altar) es troba com arrel de diversos topònims misericordiosos, incloent-hi Weeford a prop de Lichfield.
Els reis mercians van romandre resoltament pagans fins al regnat de Peada (any 656), tot i que això no els va impedir unir-se en coalicions amb els governants gal·lesos cristians per resistir a Northumbria. La primera aparició del cristianisme a Mèrcia, no obstant això, s'havia produït almenys trenta anys abans, després de la Batalla de Cirencester l'any 628, quan Penda va incorporar al seu regne els territoris saxons occidentals, en gran part cristians, i dels Hwiccas.

## La supremacia merciana

### Regnat de Penda
La conversió de Mèrcia al cristianisme es va produir a finals del segle VII, i va ser portada a terme gairebé completament pels monjos irlandesos del Ritu cèltic. Penda va romandre pagà fins al final, però en el moment de la seva derrota i mort, Mèrcia es trobava en gran part envoltada per regnes cristians. Com a tal, el regne es va veure exclòs de les xarxes de diplomàcia i aliances que s'estenien per l'Europa Occidental, ja que aquestes generalment implicaven matrimonis dinàstics i pactes eclesiàstics. El cristianisme es va consolidar a Mèrcia precisament a través d'aquests canals. Part del preu pel suport d'Oswiu a Peada com a rei dels mercians, va ser que aquest últim es casés amb Alchflaed, i es fes cristià. Diuma, un monjo irlandès i un dels missioners d'Oswiu (posteriorment nomenat bisbe), va ser el primer a operar a Mèrcia. Peada va fundar una abadia a Medeshamstede, al modern Peterborough, com a mostra de suport a l'Església. Bede descriu que Penda respectava als cristians i, fins i tot, els permetia operar àmpliament a Mèrcia. No obstant això, sembla que no es va avançar gaire en la conversió dels nobles i del poble de Mèrcia.

### Missió de Cedda
Després d'un inici no concloent, les passes decisives per cristianitzar Mèrcia van der portades a terme per Cedda, llatinitzat per Beda com Ceadda, el cinquè bisbe dels mercians. Era una figura controvertida, que havia estat destituït de les seves funcions a Northúmbria per l'arquebisbe Teodor de Canterbury. Trobant el seu regne sense un bisbe l'any 669, el rei Wulfhere li va donar terres per construir un monestir a Lichfield, que es troba a uns 11 km al nord-oest de Tamworth. Aquests primers bisbes eren coneguts com a bisbes dels Middle Angles o dels Mercians i, en el cas de Cedda, també del poble de Lindsey: els bisbats continuaven sent ètnics més que territorials, segons la tradició celta. Cedda va evangelitzar Mèrcia de forma incansable, i Beda li atribueix la conversió del regne, tot i la brevetat del seu episcopat (menys de tres anys).
Els fills de Penda no només van donar suport als missioners cristians, sinó que van fer grans inversions en l'Església. Wulfhere va dotar enormement el monestir familiar de Medeshamstede. A més de la donació de terres a Lichfield, també li va atorgar a Cedda terres per construïr un monestir a Barwae -probablement el modern Barrow upon Humber. Merewalh, rei de Magonsaete, a l'oest, al modern Shropshire i Herefordshire, i aparentment un germà o germanastre de Wulfhere, va ser pare d'una dinastia d'abadesses, construint una abadia a Leominster i, probablement, també la de Munch Wenlock, que dirigia la seva filla Milburga. Com en altres regnes anglosaxons, els nombrosos petits monestirs van permetre als líders polítics/militars i eclesiàstics consolidar la seva unitat a través d'aliances familiars.

### Divisió de Mercia en diòcesis

Mapa que mostra les diòcesis del sud d'Anglaterra durant el regnat del rei Offa quan, durant un curt període, hi va haver arquebisbat de Lichfield

No obstant això, Mercia no va sobreviure molt de temps com a entitat eclesiàstica. S'esperava que el successor del Txad, Winfrith, s'ajustés més a les normes romanes, però aviat es va enfrontar a l'arquebisbe Teodoro. Involucrat en problemes similars amb Wilfrid de York, a partir de l'any 676, Teodor va adoptar la política de nomenar bisbes a membres de grups tribals molt més petits dins dels regnes, abastant així àrees més petites -més pròximes en grandària a les quals es troben a França i Europa occidental. Per tant, els bisbats tenien la seva seu en Worcester per als Hwiccas, en Hereford per als Magonsaete, a Lincoln per als Lindsey, i a Leicester per als Anglos Mitjans. Això va deixar a la diòcesi restant encara amb seu en Lichfield més gran i molt més manejable. Per un curt període, Offa va aconseguir restaurar la unitat eclesiàstica en Mercia mentre unia Anglia Oriental a ella. Sota la seva influència, el Sínode de Chelsea (l'any 787), va establir un Arquebisbat en Linchfield, encapçalat per Hygeberth, el bisbe en funcions d'aquell moment. Aquest arranjament no va sobreviure molt de temps al propi Offa i les diferents diòcesis van ser retornades a les seves províncies originals l'any 803

## El Danelaw
L'any 867, sota el comandament de Ivar el Desossat, els danesos van capturar Nottingham. Malgrat els intents del rei Etelred I i del seu germà, Alfred el Gran, els danesos van romandre en la zona, establint Nottingham com un dels cinc burgs del Danelaw. Marxant des de Lindsey a Repton l'any 874, Ivar va expulsar a Burgred del seu regne portant amb si el paganisme nòrdic. El nord de Mercia va romandre sota influència pagana fins que el successor de Ivar, Guthrum es va convertir al cristianisme en el Tractat de Wedmore l'any 878.